# Super Piratos
Super Piratos er en dansk stor salmiaklakridspastil fremstillet af det tyske slikproducent Haribo. Ordet og produktet er velkendt af stort set hele den danske befolkning. Posen er blå og forsiden indeholder en pirat (efter navnet) og en papegøje.

## Udvikling
Super Piratos blev lanceret i 1976,, som en videreudvikling af den klassiske Piratos, der især var populær i 1950'erne og 1960'erne.
Den mindre, klassiske Piratos markedsføres tilsyneladende ikke længere som selvstændigt produkt i Danmark, men fås som en bestanddel af lakridsblandingen Skipper Mix. I Tyskland markedsføres den som voksenlakrids med et salmiakindhold på 7,99% og har et saltindhold på ca. 10 gange indholdet i Super Piratos. Imidlertid anvendes i Super Piratos gummi arabicum, som gør pastillen hårdere og som medvirker til, at saltet i pastillen frigøres på en anden måde end i Piratos.

## Udformning og prægning
Pastillernes ene side er præget med forskellige motiver med sørøvertema, hvorfor de kan opfattes som dukater fra en sørøverskat:
- 5 skattekiste
- 10 huggert
- 13 hajfinne
- 15 skibskanon
- 50 sørøverkikkert
- PIRATOS skibsanker

## Andre produkter
Findes også om Super Piratos Mini med samme ingrediensliste, men pastillen er nummeret mindre end de klassiske Piratos.
Haribo lancerede i starten af årtusindet Peberpiratos, som lignede Superpiratos, men var hårdere i konsistensen og med en noget anderledes smag. Som navnet antyder var det pebersmagen, der dominerede.
Peberpiratos blev produceret af Haribo, men er ikke set i handlen i et par år. De solgtes i såvel løssalg som i poser. Poserne havde lidt af identiteten fra de øvrige lakridser i piratos-familien, men var røde i stedet for blå.